# Motel (film)
A Motel (eredeti cím: Hostel) 2005-ben bemutatott amerikai horrorfilm, melynek forgatókönyvírója és rendezője Eli Roth, a főszerepben Jay Hernandez látható.
A Motel-filmsorozat első része. Második része, a Motel 2. 2007. június 8-án jelent meg, a Motel 3. pedig 2011. december 27-én.

## Cselekmény
Két főiskolai hallgató, Paxton és Josh Európában utazgatnak, hogy együtt töltsék a szabadidejüket egyik legjobb barátjukkal, az izlandi Olival. Miután a három férfi meglátogat egy bordélyházat és kidobatják magukat egy klubból, találkoznak egy Alexi nevezetű fiatal sráccal. Alexi meggyőzi őket, Barcelona helyett látogassanak el inkább egy szlovákiai motelbe, amely tele van gyönyörű nőkkel.
Mindhárman felszállnak a Szlovákiába tartó vonatra és találkoznak egy furcsa holland üzletemberrel, aki fogdosni kezdi Josh lábát. Josh kiabálva távozásra szólítja fel. Amikor megérkeznek a szlovák motelbe, két fiatal lány, Natalya és Svetlana köszönti őket, majd arra kéri fel a srácokat, hogy fürdőzzenek velük, utána pedig menjenek együtt bulizni. Josht hamarosan megrohamozza egy csapatnyi utcagyerek, az úgynevezett "rágógumi csapat". Pénzt követelnek tőle, de a holland üzletember időben megmenti őt. Köszönete jeléül Josh meghívja az üzletembert egy italra, és elnézést kér tőle, amiért korábban olyan hevesen reagált a vonaton történtekre. Később Paxton és Josh lefekszenek Natalyával és Svetlanával, míg Oli a Vala nevű recepciós lánnyal távozik. Másnap reggel meglepődnek, hogy Oli még nem tért vissza és nem is tudnak vele kapcsolatba lépni. Megkeresi őket egy japán lány, Kana, és mutat egy fotót Oliról és az ő barátnőjéről, Yukiról, aki furcsa módon szintén eltűnt. Később érkezik egy üzenet Oli telefonjáról, egy szelfi kíséretében azt állítva, hogy ő hazament – ám valójában gyilkosa lefejezte Olit és lefényképezte a telefonjával, Yukit pedig épp kínozzák.
Mikor Svetlana és Natalya buliba hívják Paxtont és Josht, Josh először nemet mond, mert Oli előkerülése után azonnal távozni akar. Paxton viszont ráveszi, hogy a hazaút előtt egy utolsót még bulizzanak. A parti közben Josh berúg és rosszul lesz, Natalya felajánlja, hogy visszakíséri őt a Motelbe, de Josh visszautasítja. Josh visszatántorog a Motelbe, majd a recepciósnő segíti fel a szobájába, ahol azonnal ágynak dől. Azonban nem sejti, hogy valaki pontosan a kiszolgáltatottságára vár. Ezalatt Paxton egyedül marad a két lánnyal, részegen kimegy a mosdóba és véletlenül beszorul egy kamrába.
Josh egy pinceszerű helyiségben ébred, székhez kötözve. Ekkor egy maszkos, köpenyes férfi – aki nem más, mint a holland üzletember – fúrógéppel kezdi kínozni. Elvágja a fiú Achilles-ínjét, ami miatt Josh képtelen elmenekülni, majd a férfi egy szikével elmetszi áldozata torkát.
Paxton felébred a diszkóban, visszatér a motelbe, de ott már állítólag kijelentkezett. Új szobát kap és két nő ismét egy fürdőzésre invitálja.  Gyanakodva felkeresi Natalyát és Svetlanát, akik szerint Josh egy kiállításra ment. Natalya elviszi Paxtont egy elhagyatott gyárépületbe, itt a fiú meglátja Josh megcsonkított holttestét, ezután pedig két férfi őt is fogságba ejti. Paxtont is székhez kötözik és egy Johann német férfi láncfűrésszel akarja megölni őt. Amikor levágja Paxton néhány ujját, az amerikai fiú kiszabadítja magát, kínzója elesik és saját lábába vág a fűrésszel. Paxton ezután főbe lövi kínzóját és a szoba őrét is, majd elmenekülve átöltözik, hogy megtévessze üldözőit. Megtalálja az Elite Hunting (Elit Vadászklub) névjegyét – a szervezet jó pénzért lehetővé teszi klienseinek turisták megkínzását és megölését. Kifelé menet észreveszi a láncvágóval eltorzított arcú Kanát, Paxton végez a lány amerikai kínzójával és együtt elmenekülnek egy lopott autóval, nyomukban a cég embereivel. Vezetés közben bosszúból halálra gázolja Natalyát, Svetlanát és Alexei-t. Paxton édességgel lefizeti a gyerekbandát, akik megtámadják és megölik az amerikai fiú üldözőit.
Paxton és Kana eljut a vasútállomásra. Eltorzult arcát meglátva Kana öngyilkosságot követ el, egy vonat elé veti magát. A felfordulást kihasználva Paxton észrevétlenül felszáll egy másik vonatra, ahol meghallja a holland üzletember hangját, aki szintén a vonat utasa. Bécsbe érve Paxton követi a férfit és végez vele, mielőtt egy másik vonatra átszállna.

### Alternatív befejezés
A rendezői változatban Paxton észreveszi, hogy a holland üzletember a kislányával együtt utazik. Egy nyilvános illemhelyen a férfi szem elől téveszti lányát és szemtanúja lesz, ahogyan Paxton elrabolja és magával viszi a kislányt.

## Szereplők
| Színész             | Szerep             | Magyar hang       |
| ------------------- | ------------------ | ----------------- |
| Jay Hernandez       | Paxton             | Papp Dániel       |
| Derek Richardson    | Josh               | Boros Zoltán      |
| Eythor Gudjonsson   | Oli                | Karácsonyi Zoltán |
| Barbara Nedeljáková | Natalya            | Gallusz Nikolett  |
| Jana Kaderabkova    | Szvetlana          | Kiss Anikó        |
| Jan Vlasák          | holland üzletember | Maróti Gábor      |
| Lubomir Bukovy      | Alex               | Hamvas Dániel     |
| Milda Jedi Havlas   | recepciós          | Elek Ferenc       |

## Fogadtatás

### Szlovák reakciók
A film bemutatóját heves tiltakozások követték Szlovákia és Csehország részéről. A két állam képviselői felháborodásukat és sértettségüket fejezték ki, amiért államaikat fejletlen, szegény és kulturálatlan országokként mutatták be, melyeket magas bűnözés, háború és prostitúció sújt. Félelmüknek is hangot adtak, miszerint a film „tönkre teheti Szlovákia jó hírét” és miatta a külföldiek veszélyes helynek gondolhatják azt. Tomáš Galbavý, a Szlovák Demokratikus és Keresztény Unió – Demokrata Párt parlamenti képviselője így kommentálta a témát: „Ez a film sértő számomra. Úgy vélem, minden szlováknak hasonlóan kellene éreznie.”
Roth azzal védekezett, hogy a filmmel senkit nem akart megbántani. „Az amerikaiak nem is tudják, hogy ez az ország egyáltalán létezik. A filmem nem egy földrajzi témájú mű, ugyanakkor be akarja mutatni az amerikaiak tudatlanságát az őket körülvevő világgal kapcsolatban”.